# Цветан Генков
Цветан Генков је бугарски фудбалер. Рођен је 8. августа 1984. године.
Генков је прешао у Динамо из Москве током 2007. године. Након доласка у клуб Александра Кержакова остаје на клупи. Од 2010. наступа за Висла Краков.